# Tipula (Vestiplex) immsiana
Tipula (Vestiplex) immsiana is een tweevleugelige uit de familie langpootmuggen (Tipulidae). De soort komt voor in het Oriëntaals gebied.